# Compressió del pols de xirp

Una forma d'ona de xirp lineal; una ona sinusoïdal que augmenta de freqüència linealment amb el temps.

Compressió de pols de xirp i pols equivalent CW.

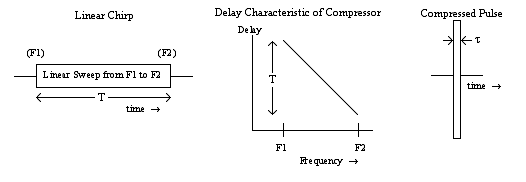
La figura ofereix un exemple una mica simplificat del procés de compressió del pols.

El procés de compressió del pols de xirp transforma un pols codificat per freqüència de llarga durada en un pols estret d'amplitud molt augmentada. És una tècnica utilitzada en sistemes de radar i sonar perquè és un mètode pel qual es pot derivar un pols estret amb una potència màxima alta a partir d'un pols de llarga durada amb una potència màxima baixa. A més, el procés ofereix una bona resolució de rang perquè l'amplada del feix de mitja potència del pols comprimit és coherent amb l'amplada de banda del sistema.
Els fonaments del mètode per a aplicacions de radar es van desenvolupar a finals dels anys quaranta i principis dels cinquanta, però no va ser fins al 1960, després de la desclassificació del tema, que va aparèixer un article detallat sobre el tema. domini públic. A partir d'aquí, el nombre d'articles publicats va créixer ràpidament, com ho demostra l'amplia selecció d'articles que es troba en una recopilació de Barton.
Breument, les propietats bàsiques de compressió de pols es poden relacionar de la següent manera. Per a una forma d'ona de xirp que escombra sobre un rang de freqüències F1 a F2 en un període T, l'amplada de banda nominal del pols és B, on B = F2 - F1, i el pols té un producte d'amplada de banda de temps de T × B. Després de la compressió del pols, s'obté un pols estret de durada τ, on τ ≈ 1/B, juntament amb una amplificació de voltatge màxim de √T×B.

## El procés de compressió del xirp: esquema
Per comprimir un pols de xirp de durada T segons, que escombra linealment en freqüència de F1 Hz a F2 Hz, cal un dispositiu amb les característiques d'una línia de retard dispersiva. Això proporciona el major retard per a la freqüència F1, la primera que es genera, però amb un retard que es redueix linealment amb la freqüència, per ser T segon menys a la freqüència final F2. Aquesta característica de retard garanteix que tots els components de freqüència del xirp passin a través del dispositiu, per arribar al detector al mateix temps i augmentar-se els uns als altres, per produir un pols estret d'alta amplitud, tal com es mostra a la figura:
Una expressió que descriu la característica de retard requerida és
{\displaystyle Y(f)=\exp[j\pi (f-f_{0})^{2}/k]}
Això té una component de fase ψ (f), on
{\displaystyle \psi (f)=\pi .(f-f_{0})^{2}/k}, i el retard instantani td ve donat per
{\displaystyle t_{d}=-{\frac {1}{2\pi }}.{\frac {d\psi }{df}}={\frac {1}{k}}.(f_{0}-f)}
que té un pendent lineal amb freqüència, segons sigui necessari. En aquesta expressió, la característica de retard s'ha normalitzat (per comoditat), per donar un retard zero quan la freqüència f és igual a la freqüència portadora f0. En conseqüència, quan la freqüència instantània és (f0 − B/2) o (f0 + B/2), el retard necessari és +T/2 o −T/2, respectivament, de manera que k = B/T.
La característica dispersiva requerida es pot obtenir a partir d'una xarxa de retard d'elements concentrats, un dispositiu SAW, o mitjançant un dispositiu digital processament del senyal.